# Asaphes brevipetiolatus
Asaphes brevipetiolatus is een vliesvleugelig insect uit de familie Pteromalidae. De wetenschappelijke naam is voor het eerst geldig gepubliceerd in 1998 door Gibson & Vikberg.